# Comté (brânză)

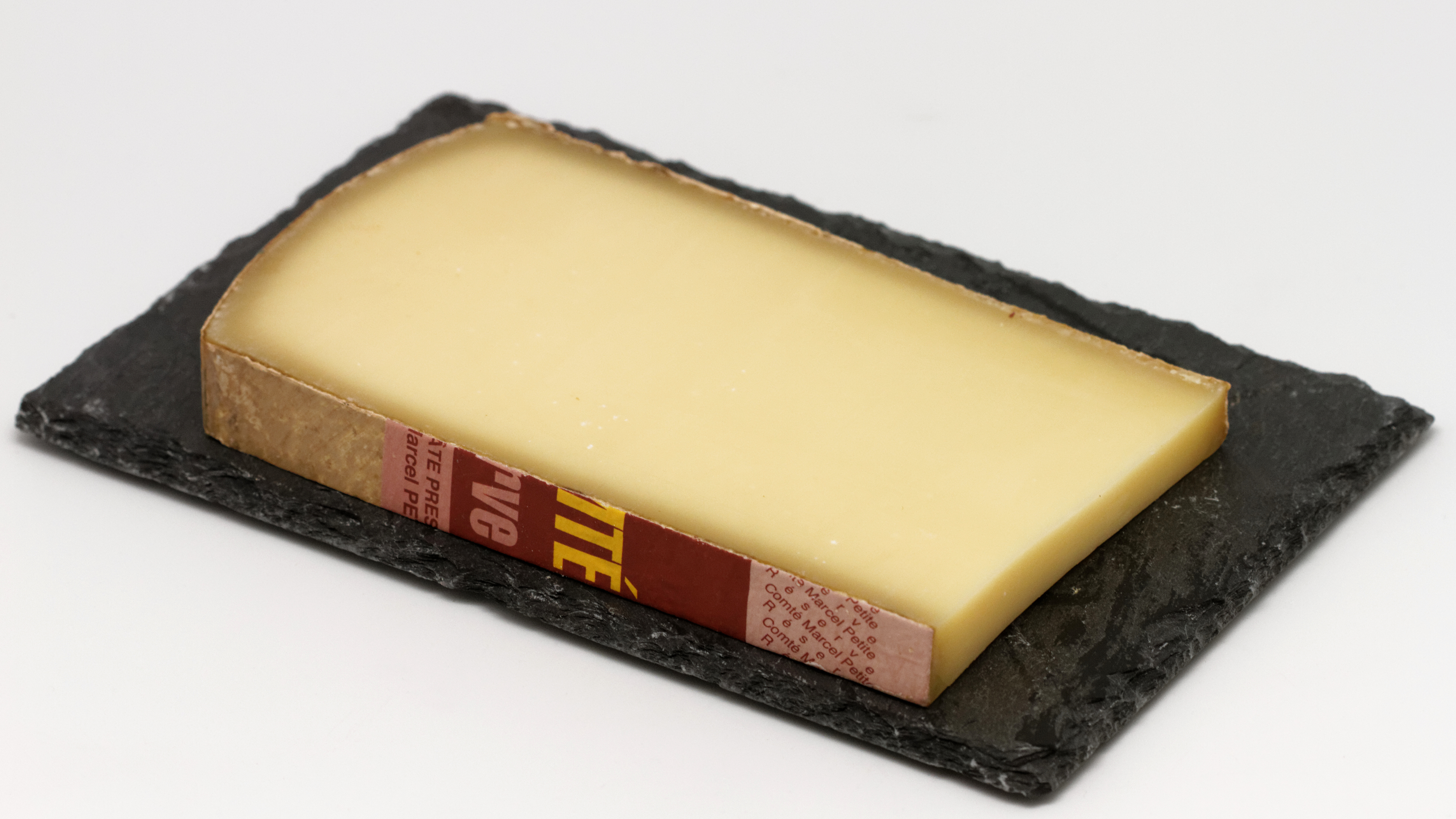
Comté AOC maturată 18 luni

Comté-ul este o brânză franceză din lapte crud de vacă, presată, cu pastă tare. Se produce în principal în regiunea Franche-Comté, al cărui nume îl poartă. Se prezintă sub forma de roată (în franceză meule) cu fețe plane și cu marginea exterioară ușor convexă, așezată într-o formă cu diametrul de 55-75 cm, cu greutatea cuprinsă între 30 și 48 kilograme. Culoarea cojii variază de la brun până la galben-aurie, iar culoarea pastei este galben pai. Perioada de maturare durează cel puțin 120 zile și poate depăși 36 luni.
Din anul 1977 brânza Comté face obiectul unei denumiri de origine controlată (AOC) în Franța și din anul 1996 al unei denumiri de origine protejată (AOP) în Uniunea Europeană. Zona delimitată a denumirii se întinde pe 1.217 comune. Laptele este obținut de la vaci de rasă Montbéliard sau Simmental. Producția de Comté AOP era de 55.000 tone în 2009.